# Somogyviszló
Somogyviszló è un comune dell'Ungheria di 257 abitanti (dati 2008) situato nella contea di Baranya, regione Transdanubio Meridionale